# Crâne Dmanissi 4
Le crâne Dmanissi 4, répertorié sous la cote D3444, auquel correspond la mandibule D3900, est un crâne fossile de l'espèce éteinte Homo georgicus. C'est le quatrième des cinq crânes découverts de 1999 à 2005 à Dmanissi, en Géorgie. Décrit dans une publication de 2006, il date comme les quatre autres de 1,8 million d'années. Les fossiles de Dmanissi sont à ce jour les plus vieux fossiles du genre Homo à avoir été découverts hors d'Afrique.

## Historique

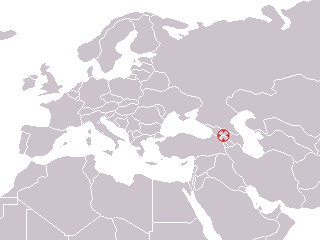
Localisation géographique de Dmanissi.

En 1991, le paléoanthropologue géorgien David Lordkipanidze découvrit des traces d'occupation humaine préhistorique sur le site médiéval de Dmanissi, en Géorgie. Depuis, cinq crânes et plusieurs ossements fossiles appartenant au genre Homo y ont été exhumés.

## Description du crâne
Le crâne 4 et sa mandibule ont été découverts durant les fouilles de 2002-2003. La capacité endocrânienne est comprise entre  625  et   650 cm3. Cette imprécision est due à une partie manquante à la base du crâne.

Ce spécimen âgé est probablement un mâle et une seule de ses dents était encore présente dans la mâchoire du sujet à sa mort. Une perte de tissu osseux autour de sa bouche était due à une maladie des os nommée résorption osseuse.

## Datation
Les fossiles reposaient sur une couche basaltique précisément datée de 1,8 million d'années, ce qui ne laisse pas de doute sur leur âge estimé.

On a également découvert sur le site des outils lithiques de type oldowayen datés de 1,85 million d'années, que l'on pense associés à la même espèce, malgré l'absence de fossiles humains dans leur couche stratigraphique.

## Analyse
Les vestiges fossiles et lithiques de Dmanissi suggèrent que les premiers humains à avoir quitté l'Afrique, il y a plus de 1,8 million d'années, n'étaient pas des représentants d'Homo ergaster, comme on l'a longtemps cru, mais une espèce plus ancienne probablement apparentée à Homo habilis. 

## Les 5 crânes de Dmanissi
Les crânes trouvés à Dmanissi sont ainsi répertoriés :
- D2280 (crâne 1)
- D2282 / D211
- D2700 / D2735 (crâne 3) (en)
- D3444 / D3900 (crâne 4)
- D4500 / D2600 (crâne 5) [2]